# المجلس الأعلى للقضاء (المغرب)
المجلس الأعلى  والمسمى حاليا بمحكمة النقض، هو أعلى وحدة في الهرم القضائي المغربي، حيث يشرف على جميع محاكم الموضوع بالمملكة. أحدث المجلس بعد استقلال البلاد بظهير رقم 1.57.223 بتاريخ ربيع الثاني 1377 الموافق ل 27 سبتمبر 1957. وأما تنظيمه واختصاصه فيحددهما قانون 15 يوليوز 1974 المحدد للتنظيم القضائي للمملكة وكذا قانون المسطرة المدنية وبعض مقتضيات قانون المسطرة الجنائية والعدل العسكري. 

## تنظيم المجلس الأعلى
يترأس المجلس الأعلى رئيس أول. وتمثل النيابة العامة فيه بوكيل عام للملك يساعده المحامون العامون.
يشتمل المجلس الأعلى على ست غرف: غرفة مدنية (تسمى الغرفة الأولى)، وغرفة للأحوال الشخصية والميراث وغرفة تجارية وغرفة إدارية وغرفة اجتماعية وغرفة جنائية. يرأس كل غرفة رئيس غرفة.
ويمكن أن تقسم هذه الغرف إلى أقسام.
يبت المجلس الأعلى في إطار قضاء جماعي، فالجلسات تعقد وتصدر القرارات من طرف خمس مستشارين. وفي بعض الحالات تعزز هذه الصفة الجماعية، فتصدر الأحكام بواسطة غرفتين مجتمعتين وفي بعض القضايا تبت جميع الغرف مجتمعة في جلسة عامة.   

## الاختصاصات
إن اختصاصات المجلس الأعلى كثيرة ومتنوعة. وقد حدد القانون - مع ذلك - دوره في مراقبة المسائل المتعلقة بالقانون فقط، فهو يراقب شرعية القرارات التي تصدرها محاكم الموضوع ويضمن بذلك توحيد الاجتهاد القضائي.
وبهذه الصفة ينظر المجلس الأعلى في القضايا التالية:
- الطعون بالنقض ضد الأحكام الانتهائية التي تصدرها جميع محاكم المملكة؛
- الطعون المقدمة ضد القرارات التي يتجاوز بواسطتها القضاة سلطاتهم؛
- البت في تنازع الاختصاص بين محاكم لا توجد محكمة أعلى درجة مشتركة بينها غير المجلس الأعلى؛
- مخاصمة القضاة والمحاكم غير المجلس الأعلى؛
- الإحالة من أجل التشكك المشروع؛
- الإحالة من أجل الأمن العمومي أو لصالح حسن سير العدالة؛
- كما كان يختص بالاستئناف ضد قرارات المحاكم الإدارية ؛لكن، بعد إنشاء محاكم الاستئناف الإدارية بالقانون رقم 03-80 الصادر بتاريخ 14 فبراير 2006 لم يعد المجلس الأعلى مختصا في هذا النوع من القضايا إلا بالطعون المقدمة ضد قرارات محاكم الاستئناف الإدارية.
- اللجوء ابتدائيا وانتهائيا إلى طلب الإلغاء من أجل الشطط في استعمال السلطة ضد المقررات التنظيمية أو الفردية للوزير الأول، والطعن في قرارات السلطات الإدارية التي يتعدى نطاق تنفيذها دائرة اختصاص المحكمة الإدارية؛

ومن جهة أخرى يبث المجلس الأعلى بصفته محكمة موضوع في:
- القضايا الجنائية: مسطرة المراجعة تسمح له بإصلاح خطأ قضائي ارتكب في حق شخص وقعت إدانته ظلما من أجل جريمة أو جنحة.